# Dodonaea triquetra
Dodonaea triquetra là một loài thực vật có hoa trong họ Bồ hòn. Loài này được J.C.Wendl. mô tả khoa học đầu tiên năm 1798.

## Hình ảnh

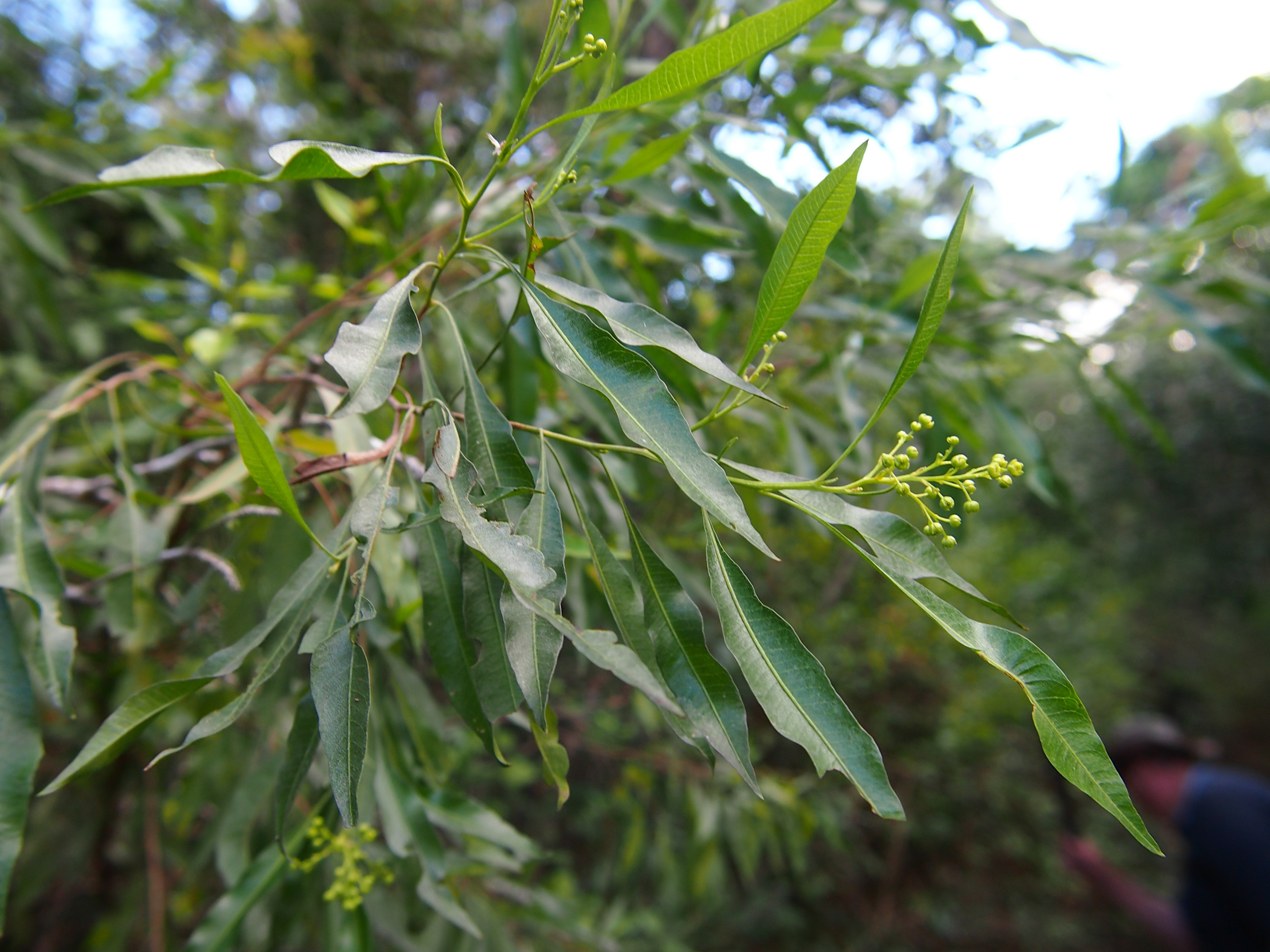
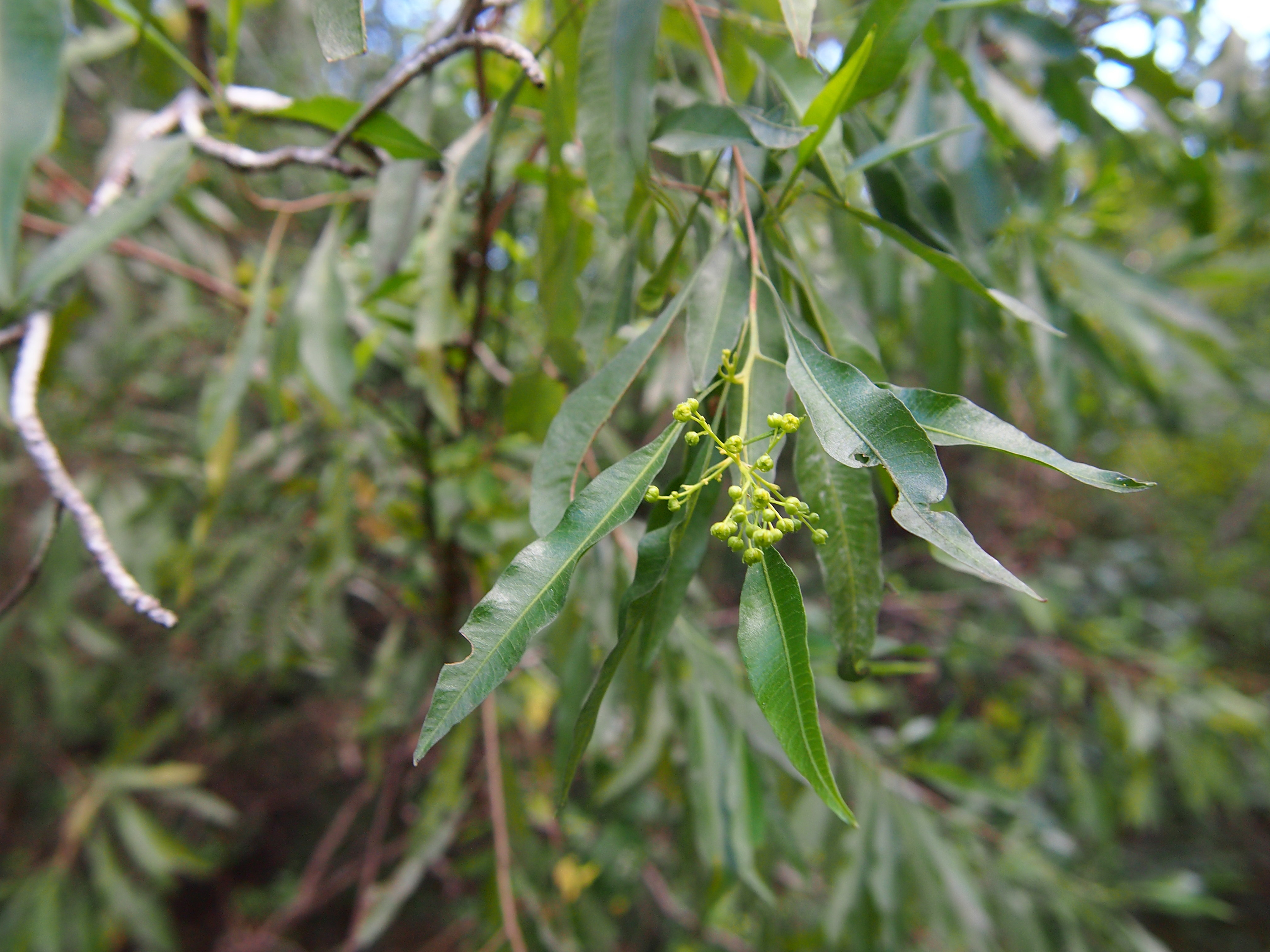
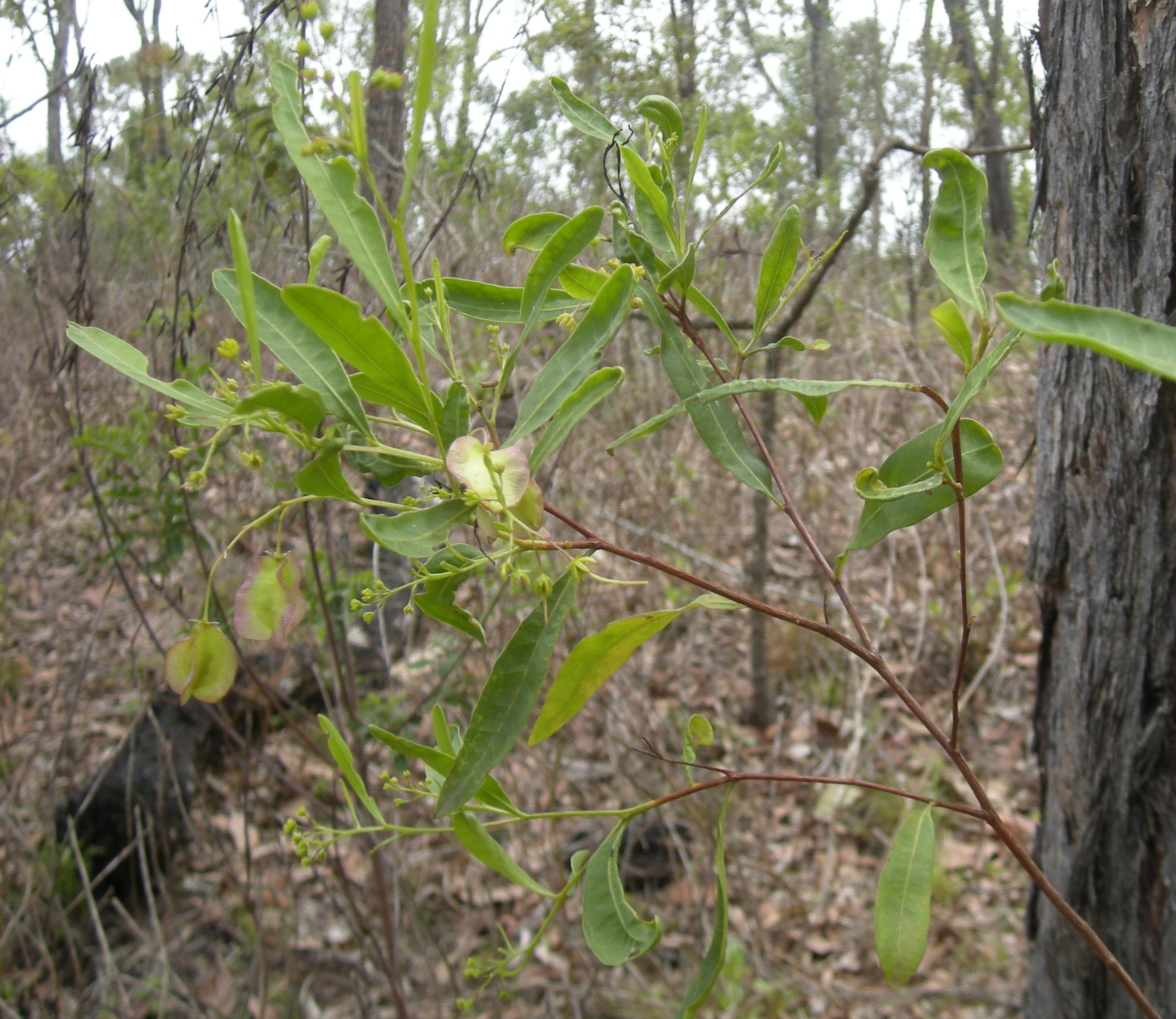
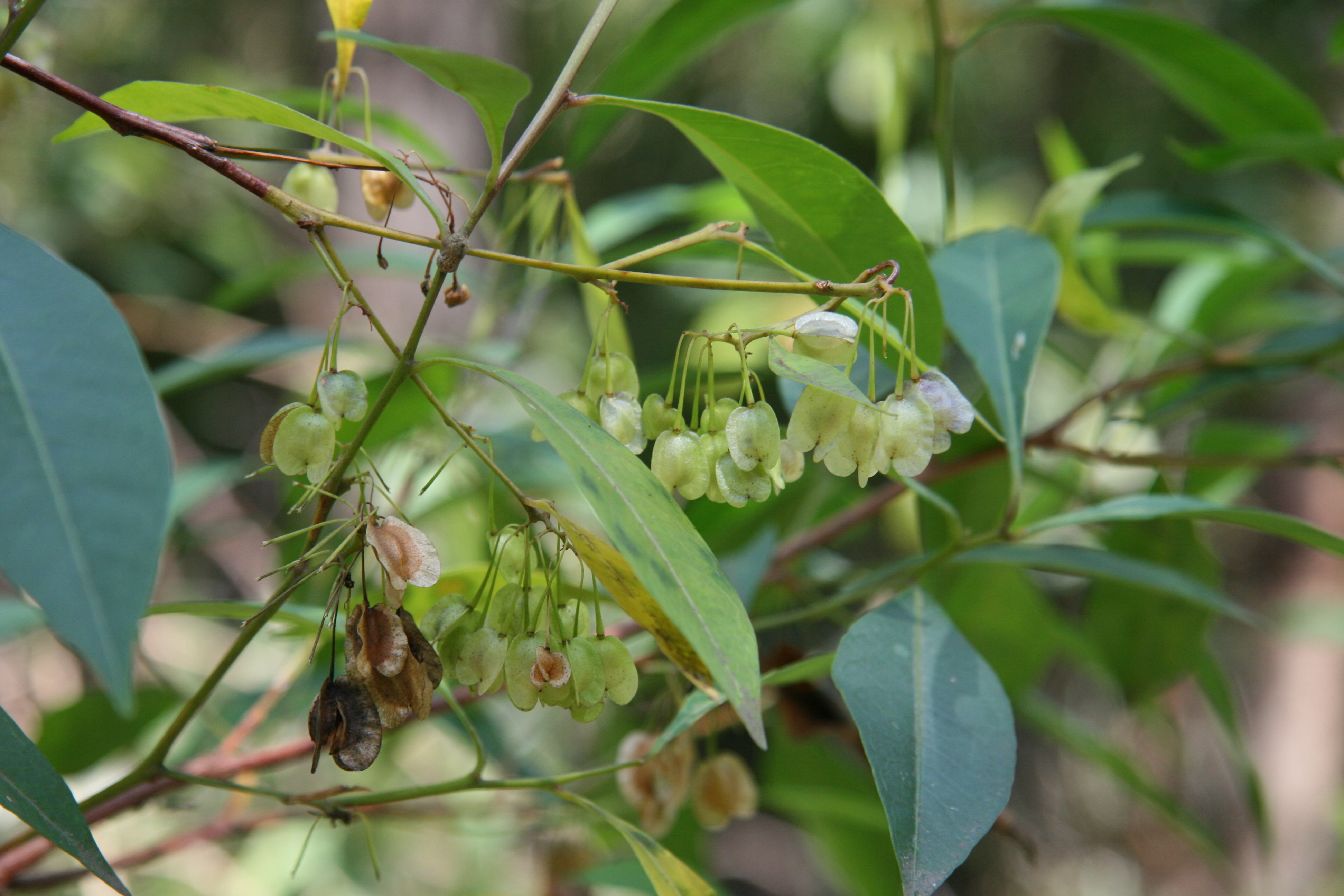